# 다비트 사모일로프
다비트 사무일로비치 사모일로프(러시아어: Дави́д Самуи́лович Само́йлов, 본성: 카우프만·Ка́уфман, 1920년 6월 1일~1990년 2월 23일)는 소비에트 러시아의 시인이자 산문작가, 번역가이다.

## 생애
1920년 6월 1일 모스크바에서 태어났다. 본명과 필명을 통해서도 쉬이 짐작할 수 있듯 그는 유태계 혈통으로, 아버지는 유명한 의사였고 어머니는 은행에 근무하는 통·번역가였다. 그의 회상록에 따르면 그는 일곱 살 때부터 시를 쓰기 시작했고, 열네 살 때에는 “시는 나를 위로해 준다. 내가 시를 쓸 때는 모든 나쁜 일들이 떠나가고 편안하고 좋은 것만 남는다고 느낀다”고 말할 정도로 시에 매료되어 있었다.
1938년, 블라고이, 구지, 우샤코프 등 유명한 인문학자들이 강의를 하고 있었던 모스크바 철학·문학·역사 연구소에 입학해 불문학 전공자가 되려 했으나, 얼마 지나지 않아 친구 코간을 따라 문학연구소로 학교를 옮기게 된다. 그즈음 국영 예술문학출판사에서 주관하던 일리야 셀빈스키의 시 세미나에 참석했으며, 훗날 소위 ‘전쟁 세대’ 혹은 ‘40년 세대’의 대표자들로 불리게 된 나롭차토프, 슬루츠키 등과 함께 습작 시절을 보내게 된다.
그러던 중, 그의 생애에서 가장 큰 사건이자 창작 전체의 주요 테마로 자리 잡게 된 제2차 세계대전이 발발했고, 그로 인해 사모일로프의 청춘은 전쟁터에서 흘러갔다. 1943년 3월 전투에서 그는 팔에 중상을 입게 되었고, 회복 후에는 전선으로 되돌아가 정찰병이 되었다. 그는 베를린에서 종전을 맞이했고, 붉은 별 훈장과 메달들을 수여받았다.
생애 첫 시 발표는 셀빈스키의 도움으로 이루어졌는데, 1939년에 쓴 시 ＜매머드 사냥＞이 ‘다비트 카우프만’이라는 본명으로 ≪시월≫지(1941, No. 3)에 실리게 되었던 것이다. 이후 1958년, 전쟁 시절과 어린 시절에 대한 기억 등에 관한 시들로 엮인 첫 번째 시집 ≪이웃 나라들≫을 펴냈지만 그다지 주목을 받지는 못했다. 이후 시집 ≪두 번째 고개≫(1963), ≪나날들≫(1970)을 세상에 내놓게 되었고, 이 시집들에 담긴 대조국 전쟁에 관한 훌륭한 시들로 인해 독자들에게 ‘참전 시인’, ‘전쟁 세대의 대표 시인’으로 각인되었다. 그로 인해 시인은 평생 이 타이틀을 지니게 되었다. 1972년에는 이전에 출판된 시집들에 실린 시들 중에서 선별한 시들로 선집 ≪분점≫을 구성해 펴내게 되었고, 1974년에는 비평가들로부터 가장 ‘푸시킨적인’ 시집이라고 평가받게 된 ≪파도와 바위≫를, 이후에는 ≪소식≫(1978), ≪만≫(1981), ≪언덕 너머 목소리≫(1985), ≪한 줌≫(1989) 등의 시집을 출간했다.
이 밖에도 ≪신호등≫(1962), ≪아기 코끼리가 공부하러 갔어요≫(1982) 같은 어린이들을 위한 작품들을 발표하기도 했고, 전문적인 시 이론서인 ≪러시아 압운≫(1973)을 펴내기도 했다. 그의 사후에는 1962년부터 시인이 써 온 일기를 바탕으로 한 ≪기억할 만한 메모들≫(1995)이 출판되었고, 시인의 유머 감각이 그대로 배어 있는 패러디, 경구들, 서간체 소설들을 담은 ≪제 범위 안에서≫(2001)가 출판되었다.